# روز شهدا (سوریه و لبنان)

روز شهدا (عربی: عید الشهداء) مناسبت ملی است که در ششم مه هر سال میلادی در سوریه و لبنان برگزار می‌شود. دلیل انتخاب این تاریخ، احکام اعدامی بود که امپراتوری عثمانی بر حق چند شهروند سوری در بیروت و دمشق در اواخر جنگ جهانی اول زمان ما بین ۲۱ اوت ۱۹۱۵ و اواخر ۱۹۱۷ انجام داد. روز ۶ مه را به این دلیل روز شهدا انتخاب کرده‌اند که در تاریخ ۶ مه ۱۹۱۶ بیشترین اعدامی‌ها توسط دولت عثمانی صورت گرفت.